# Roxy Jezel

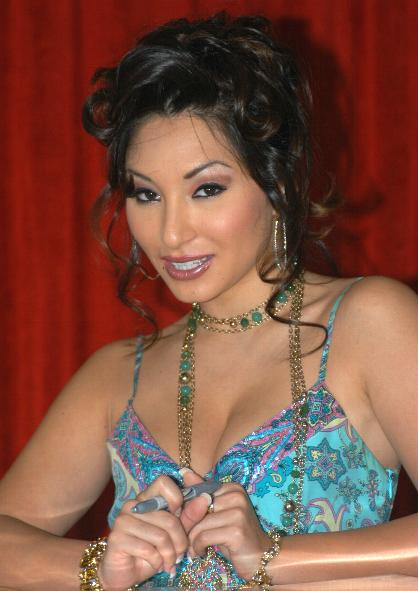
Roxy Jezel (2007)

Roxy Jezel (* 5. Juni 1982 in London als Soolin Tanachaisugit) ist eine britische Pornodarstellerin.

## Leben
Jezel, deren Mutter Britin und deren Vater Thailänder ist, wuchs in East London (Südafrika) auf. Vor Beginn ihrer Karriere als Pornodarstellerin arbeitete sie als exotische Tänzerin in Australien und betrieb eine eigene Website. Die Agentur LA Direct Models kontaktierte sie und offerierte ihr eine Tätigkeit in den USA, woraufhin sie nach Los Angeles reiste. Im Jahre 2003 wurde sie von dem Produktionsunternehmen Red Light District rekrutiert. Ihren ersten Einsatz als Darstellerin in einem Hardcore-Pornofilm hatte sie in Me Luv U Long Time 4 zusammen mit den Darstellern Lexington Steele und Erik Everhard. Im Jahre 2004 kürte die X-Rated Critics Organization Roxy zur besten Darstellerin in der Kategorie Orgasmic Oralist. Am 28. Juli 2006 wurde sie einer breiteren Öffentlichkeit bekannt, als sie die zweite Staffel der Reality-TV-Serie Jenna’s American Sex Star gewann, welche von Jenna Jameson moderiert wurde. Als Gewinnerin erhielt sie einen Exklusivvertrag mit ClubJenna. Jezel war im Finale der dritten Staffel der HBO-Serie Entourage in einer Cameo-Rolle zu sehen. Im Jahr 2006 veröffentlichte die Produktionsfirma Anarchy Films den Titel Playing With Roxy Jezel, eine interaktive DVD.

## Filmografie (Auswahl)
- 2004: Jack’s Playground 16
- 2004: Jack’s Teen America 2
- 2004: Groupie Love
- 2004: School of Porn
- 2004: Grand Theft Anal 4
- 2005: Invasian! 2
- 2005: Double Teamed and Creamed
- 2005: Black Thai Affair
- 2005: Innocence – Wet
- 2006: Evil Pink 2
- 2006: Sweet & Petite
- 2006: Playing With Roxy Jezel
- 2007: Diary of a Nanny 2
- 2009: Face Fucking Inc. 7
- 2009: Strap Attack 11
- Tug Jobs 10

## Auszeichnungen
- 2004: XRCO Award „Best Orgasmic Oralist“[1]
- 2007: Adultcon Top 20 Adult Actresses[2]